# Pizzaria Dom Bosco
A Pizzaria Dom Bosco é uma tradicional rede de pizzarias de Brasília, fundada em 1960 por Enildo Veríssimo Gomes. A marca da pizzaria é "Uma dupla e um mate"  que significa duas fatias de pizza formando um sanduíche e um chá mate bem gelado. Além disso a característica marcante da lanchonete é que há a disponibilidade de apenas um sabor de pizza + massa, queijo mussarela e molho de tomate fresco e as mesmas bebidas: mate, ou suco de caju/laranja e alguns salgados.
Hoje conta com seis estabelecimentos espalhadas pela cidade.

## Pioneirismo
A Dom Bosco foi a primeira pizzaria de Brasília. A primeira unidade foi aberta em 1960, mesmo ano da inauguração de Brasília, e funciona no mesmo local até hoje, na quadra 107 da Asa Sul.

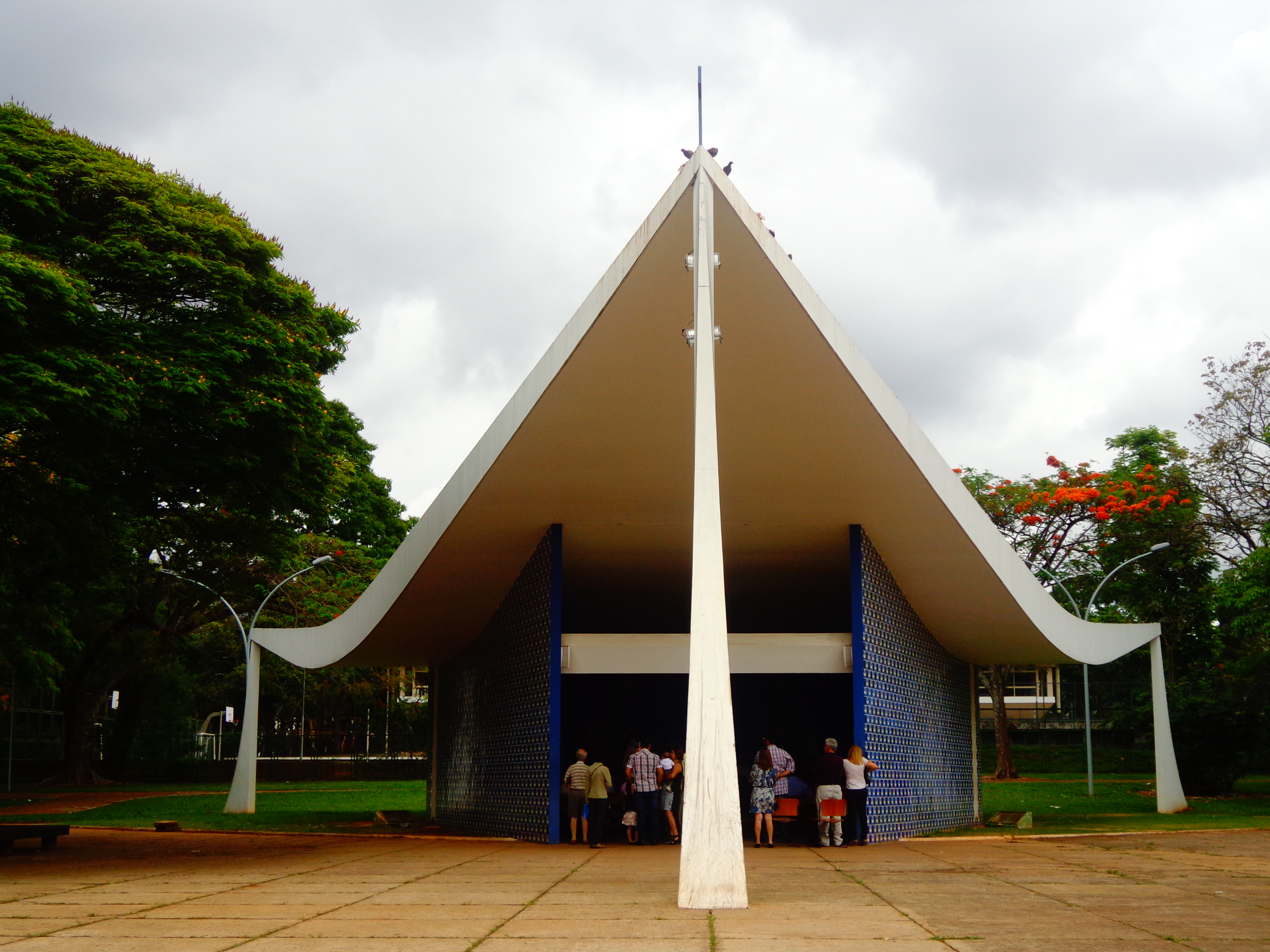
A primeira Pizzaria Dom Bosco está no endereço original até os dias hoje, na rua da Igrejinha - 107 Sul.

Enildo Veríssimo aprendeu a fazer a massa com um italiano na única pizzaria da sua cidade natal, Araxá, MG. Ele foi balconista do estabelecimento dos doze aos vinte anos de idade, quando seguiu para Brasília. Enildo e o irmão Heli rumaram para Brasília nos anos de 1960 para construírem uma nova vida. Depois, Elci Veríssimo Gomes se juntou aos irmãos no negócio. Enildo trabalhou na cantina do Congresso Nacional e depois adquiriu um trailer de lanches no Setor Bancário Sul.
Em 1968, comprou a loja da 107 Sul, na rua da Igrejinha, onde abriu a Dom Bosco onde se vendia fumo, gilete, cigarros, rapé, pilha. Outros lanches salgados e doces também eram vendidos e com o tempo houve o investimento nas pizzas. Enildo chegou a vender três mil fatias de pizza por dia. No início eram oferecidos três sabores de pizza, mas não deu certo porque o recheio ressecada com o tempo. O único sabor, de muçarela, deixa a pizza suculenta e mantém a qualidade de todas as fatias. Enildo saía de Ceilândia, onde morava à época, às cinco horas da madrugada e, às sete horas da manhã, a pizzaria estava funcionando, como acontece até hoje. Oito funcionários se revezavam nos serviços da loja.
"Naquela época tudo se chamava Dom Bosco. Tinha mercearia Dom Bosco, sapataria Dom Bosco, lanchonete Dom Bosco e a nossa pizzaria, que era a única da cidade."

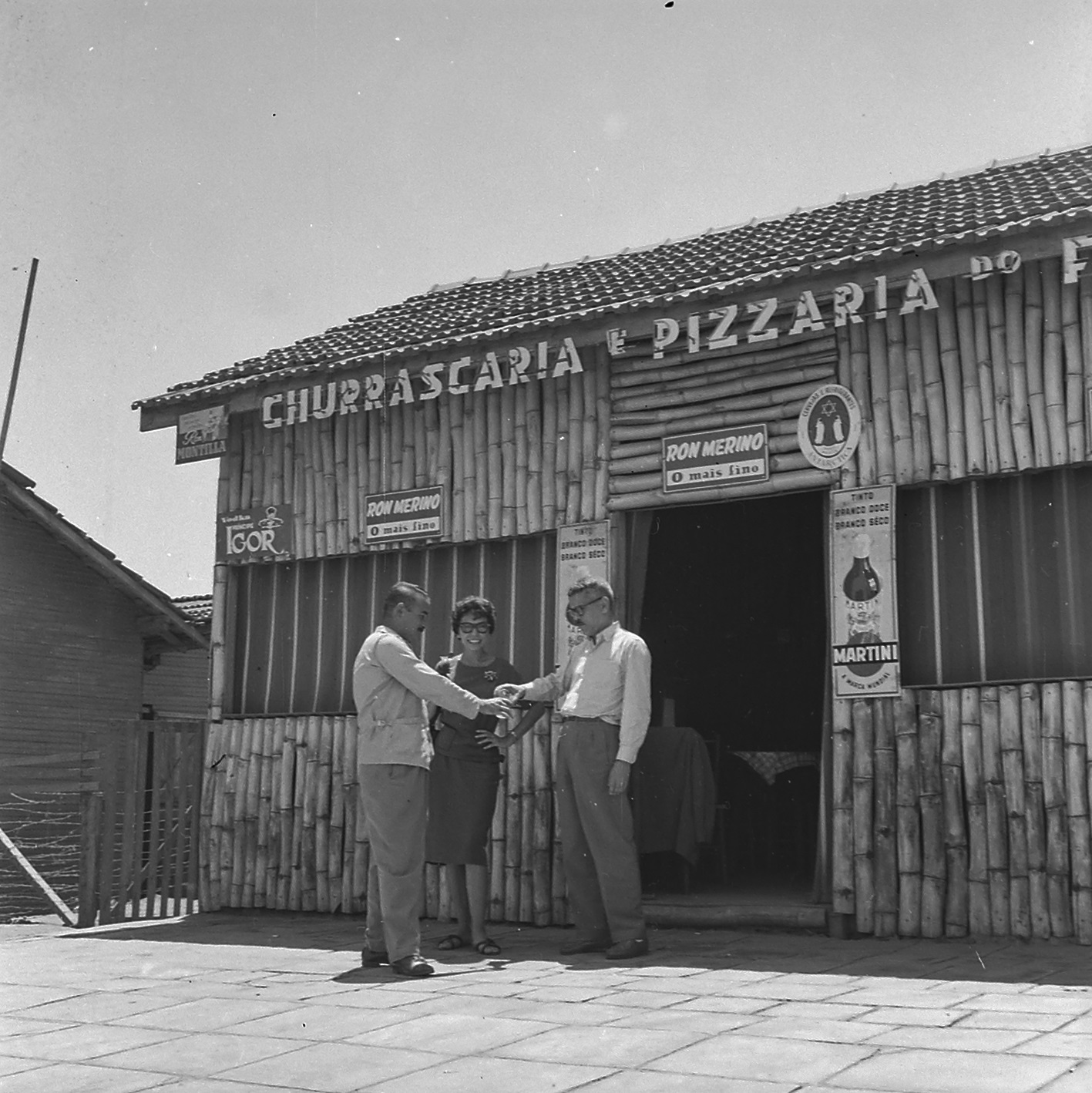
Na época da construção de Brasília a abertura de comércio era facilitada pelo governo. Na foto, de 1958, uma construção em madeira, típica dos estabelecimentos da época.

Na Brasília em construção não havia maiores dificuldades por parte do governo para se abrir um comércio, "o governo deixava você abrir o comércio e só depois arrumava a documentação, porque, se eles dificultassem, o pessoal ia embora"
O chá mate, a bebida mais solicitada para acompanhar as fatias de pizza é servido desde o início do comércio e tem fabricação própria. Os funcionários públicos cariocas sentiam falta da bebida.[carece de fontes?]
Atualmente há seis estabelecimentos em Brasília: na Asa Sul (dois), Asa Norte, Sudoeste, Guará e Águas Claras. Todos sob responsabilidade de parentes. O último foi inaugurado em 2016, em um posto de gasolina na Asa Sul, e tem como proprietário o filho de Enildo, Romero Veríssimo. A unidade tem área externa e delivery, duas novidades na rede de pizzarias Dom Bosco. A próxima unidade será inaugurada no aeroporto Juscelino Kubitschek.[carece de fontes?]
Na categoria de clientes famosos, o que acaba sendo um atrativo, estão pessoas como Fittipaldi, Maria Paula, Paula Toller, Nelson Piquet, Renato Russo, Cazuza, Cássia Eller.
“A Cássia Eller na véspera de morrer ela esteve aí com o filho, comeu uma pizza, quando foi no outro dia a Cássia Eller morreu", diz Enildo.
Em 2020 a pizzaria Dom Bosco fez doações de pizzas e refrigerantes aos servidores do Hospital Regional da Asa Norte e do Hospital de Campanha do Mané Garrincha como forma de agradecimento aos profissionais que estão na linha de frente no combate à covid-19.
Todas as lojas são de propriedade da família, que já recebeu propostas para abrir franquias, levar a marca para outros estados e até para outros países, mas não aceitou.
Em 17 de fevereiro de 2014, Heli Verissimo Gomes, que fundou a Dom Bosco junto ao irmão Enildo faleceu em decorrência de um ataque cardíaco.